# Thricops lividiventris
Thricops lividiventris är en tvåvingeart som först beskrevs av Zetterstedt 1845.  Thricops lividiventris ingår i släktet Thricops och familjen husflugor. Arten är reproducerande i Sverige. Inga underarter finns listade i Catalogue of Life.